# Waschhaus (Sorcy-Saint-Martin)

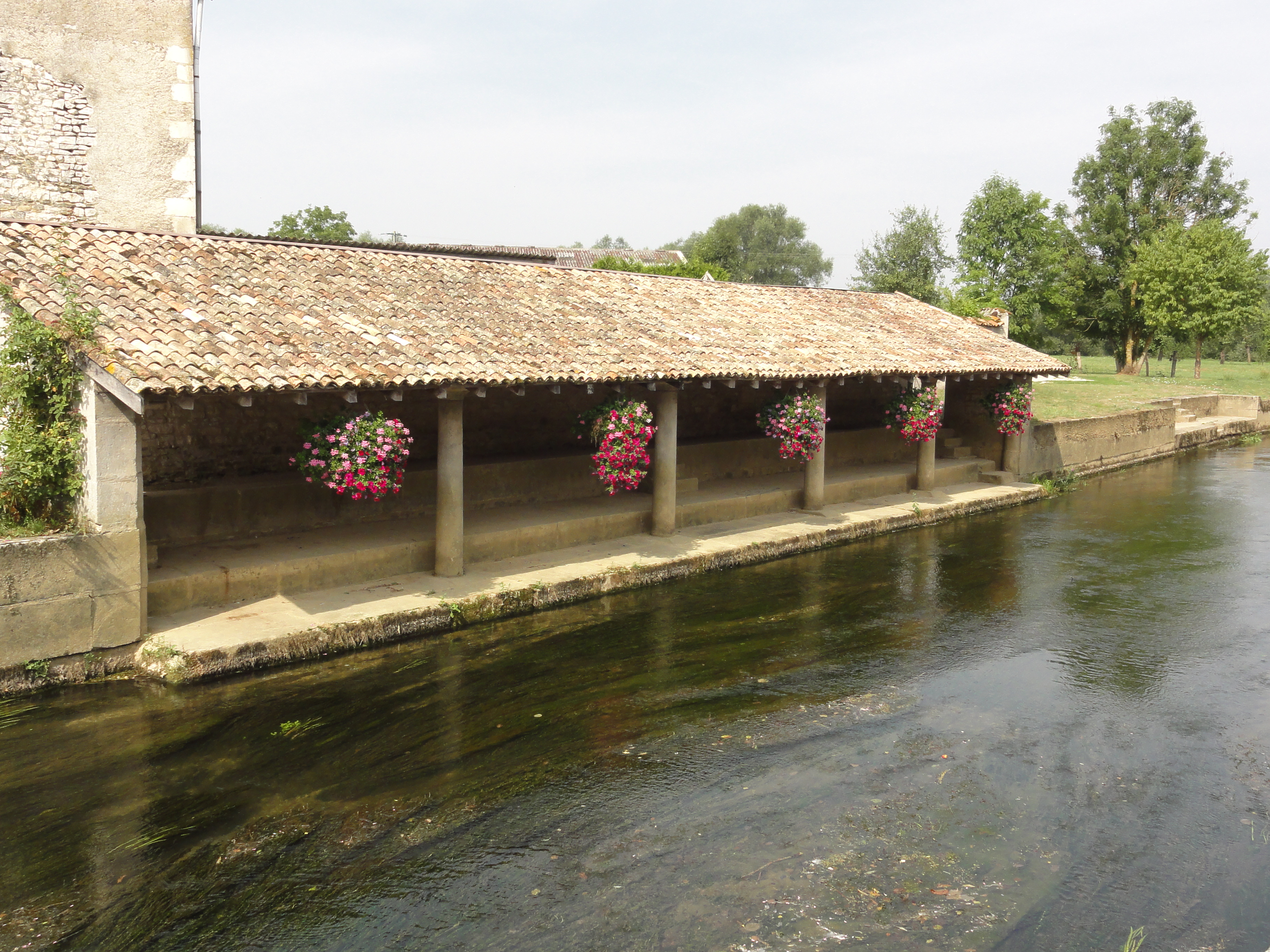
Waschhaus in Sorcy-Saint-Martin

Das Waschhaus (französisch lavoir) in Sorcy-Saint-Martin, einer französischen Gemeinde im Département Meuse in der Region Grand Est, wurde im 19. Jahrhundert errichtet. 
Das öffentliche Waschhaus, bestehend aus Sandsteinmauerwerk und Pultdach, wird über einen Mühlenkanal mit Wasser der Meuse versorgt. Oberhalb und unterhalb des Waschhauses gab es jeweils eine Mühle. 